# Loketní sval
Loketní sval (latinsky musculus anconeus) je malý kosterní sval, který leží v hloubce mezi hlavami trojhlavého pažního svalu. Může splývat s hlubokým pažním svalem a s laterální hlavou trojhlavého svalu.